# كاليرهوي (قمر)
القمر كاليرهوي (بالإنجليزية: Callirrhoe) (باليونانية: Καλλιρρόη) المعروف أيضاً باسم المشتري السابع عشر (بالإنجليزية: Jupiter XVII) هو قمر طبيعي غير نظامي يتحرك بحركة تراجعية تابع لكوكب المشتري.
و ينتمي هذا القمر إلى مجموعة باسيفي المكونة جميعها من أقمار غير نظامية وتتحرك بحركة تراجعية دائرة حول المشتري على مسافة تتراوح بين 22.8 و 24.1 جيجامتر وزاوية ميلان تتراوح تقريباً بين 144.5° و 158.3°.

## اكتشافه
تم اكتشاف هذا القمر من قبل مشروع سبيس ووتش في مرصد قمة كت الوطني
من تاريخ 6 أكتوبر إلى 4 نوفمبر من عام 1999 م.
و تم اعتباره ككويكب في ذلك الوقت وتمت تسميته 1999 UX18.
تم اكتشاف دورانه حول كوكب المشتري من قبل العالم الفلكي الأمريكي تيموثي سبير بتاريخ 18 يوليو من عام 2000 م. وتمت تسميته مؤقتاً S/1999 J 1.

## التسمية
تمت تسمية هذا القمر في أكتوبر من عام 2002 م نسبة إلى كاليرهوي الشخصية الخيالية المذكورة في الاساطير الإغريقية كإبنة إله الأنهار أكيلوس.

## خصائصه
يدور هذا القمر حول كوكب المشتري على مسافة متوسطة تبلغ 22.8 إلى 24.1 جيجامتر في 758 يوماً، بزاوية ميل يتراوح قدرها من 144.5° إلى 158.3° في اتجاه (°140 من خط الاستواء في المشتري) حسب مسير الشمس مع شذوذ مداري يبلغ قدره 0.2829.
و يبلغ قطر هذا القمر حوالي 8.6 كيلومتر.

## وصلات خارجية
- اكتشاف القمر السابع عشر من أقمار المشتري نسخة محفوظة 18 أكتوبر 2019 على موقع واي باك مشين.
- مشاهدة الفضاء S/1999 J 1
- صور الاكتشاف